# Euphorbia gorenflotii
Euphorbia gorenflotii es una especie fanerógama perteneciente a la familia de las euforbiáceas. Es originaria de Irán, donde se encuentra en la provincia de Juzestán.

## Taxonomía
Euphorbia gorenflotii fue descrita por Sadegh Mobayen y publicado en Iranian Journal of Botany 2: 160. 1984.
Etimología
Euphorbia: nombre genérico que deriva del médico griego del rey Juba II de Mauritania (52 a 50 a. C. - 23), Euphorbus, en su honor – o en alusión a su gran vientre –  ya que usaba médicamente Euphorbia resinifera. En 1753 Carlos Linneo asignó el nombre a todo el género.
gorenflotii: epíteto otorgado  en honor del botánico francés Robert Gorenflot.